# Florón (Trolebús de Quito)
Florón es la trigésimo tercera parada del Corredor Trolebús, al norte de la ciudad de Quito. Se encuentra ubicada sobre la avenida 10 de Agosto, intersección con Rumipamba, en la parroquia de Iñaquito.

## Historia
Fue construida durante la administración del alcalde Jamil Mahuad Witt, quien la inauguró el 21 de diciembre de 1996, dentro del marco de la tercera etapa operativa del sistema, que venía funcionando desde marzo únicamente hasta la parada Colón.
El 27 de mayo de 2016, durante la alcaldía de Mauricio Rodas, fue reinaugurada tras un proceso de remodelación que incluyó no sólo el cambio de aspecto de la estructura con vidrio transparente y techos ecológicos, sino que también se la adecuó internamente con red gratuita de wifi, iluminación led, accesibilidades para gente con discapacidad y un moderno sistema de vigilancia.

## Nombre e iconografía
Toma su nombre del cercano monumento homónimo, en el que se pueden apreciar a tres niñas jugando al florón (clásica diversión infantil ecuatoriana), obra de la artista guarandeña Marcia Vásconez Roldán. La iconografía del andén corresponde justamente a un dibujo abstracto de la mencionada escultura.
La parada sirve al sector circundante, en donde se levantan locales comerciales, showrooms de vehículos, el colegio católico de señoritas Sagrados Corazones de Rumipamba, la Universidad Tecnológica Equinoccial, así como edificios de apartamentos y oficinas.